# Émile Taigny
Pour les articles homonymes, voir Taigny.
Émile Taigny (né le 25 janvier 1810 à Paris et mort le 16 mai 1875 à Paris 3e) est un acteur et directeur de théâtre français.

## Biographie
Émile Taigny est le fils de Jean Florimond Emmanuel Taigny, un prêtre devenu marchand de modes, et de Marie Geneviève Eléonore Beron d'Orsonville (fille de Béron-Dorsonville et d'Elisabeth Teissier, tous deux comédiens du roi de la Troupe italienne). Il est le cousin germain du père d'Edmond Taigny.
Il est l'élève du prestidigitateur Comte et fut repéré par Gontier à Bordeaux. Il partit alors jouer à Clermont, puis à Toulouse. Ses succès en province lui permirent de rejoindre Paris où il fut engagé par Étienne Arago, qui l'avait connu enfant, et intègre la troupe du Vaudeville le 1er juillet 1831.
L'année suivante, il reçut des propositions de la Comédie-Française. Il les refusa, jugeant qu'il était trop jeune.
Il épousa le 26 septembre 1835, en l'église Saint-Roch de Paris, sa cousine germaine Telma Herdlizka dite Tourterelle, jeune actrice et nièce du compositeur Henri Herdlizka dit Tourterelle. Inséparables, ils jouèrent régulièrement ensemble.
Le 18 juillet 1838, le feu ayant détruit de fond en comble le théâtre de la rue de Chartres, Emile Taigny parcourut avec sa femme la province et y resta jusqu'en 1840. De retour à Paris, il eut l'idée de donner des représentations de nos anciens mystères. Malgré l'approbation de l'archevêque de Paris, ce théâtre religieux resta à l'état de projet, ce qui n'empêcha pas un peu plus tard Taigny de devenir, en 1850, le directeur très mondain des Délassements-Comiques. Il exploita cette salle de spectacle pendant deux ans et y ramena la foule en reprenant les principaux rôles de son répertoire et en créant avec sa femme un grand nombre de pièces. 
En 1852, il fut nommé liquidateur de ce théâtre avec son administrateur-comptable, Hippolyte Léon Denizard Rivail, lequel deviendra célèbre quelques années plus tard, dans le monde de l'occulte.  
Au début des années 1860, il devient directeur du Théâtre de la Gaîté. "Personne, dit M. Victorien Sardou, parmi ceux qui ont collaboré avec lui à cette besogne difficile et irritante de la mise en scène, n'a plus que moi apprécié ses grandes qualités".

## Comédien
(liste partielle)

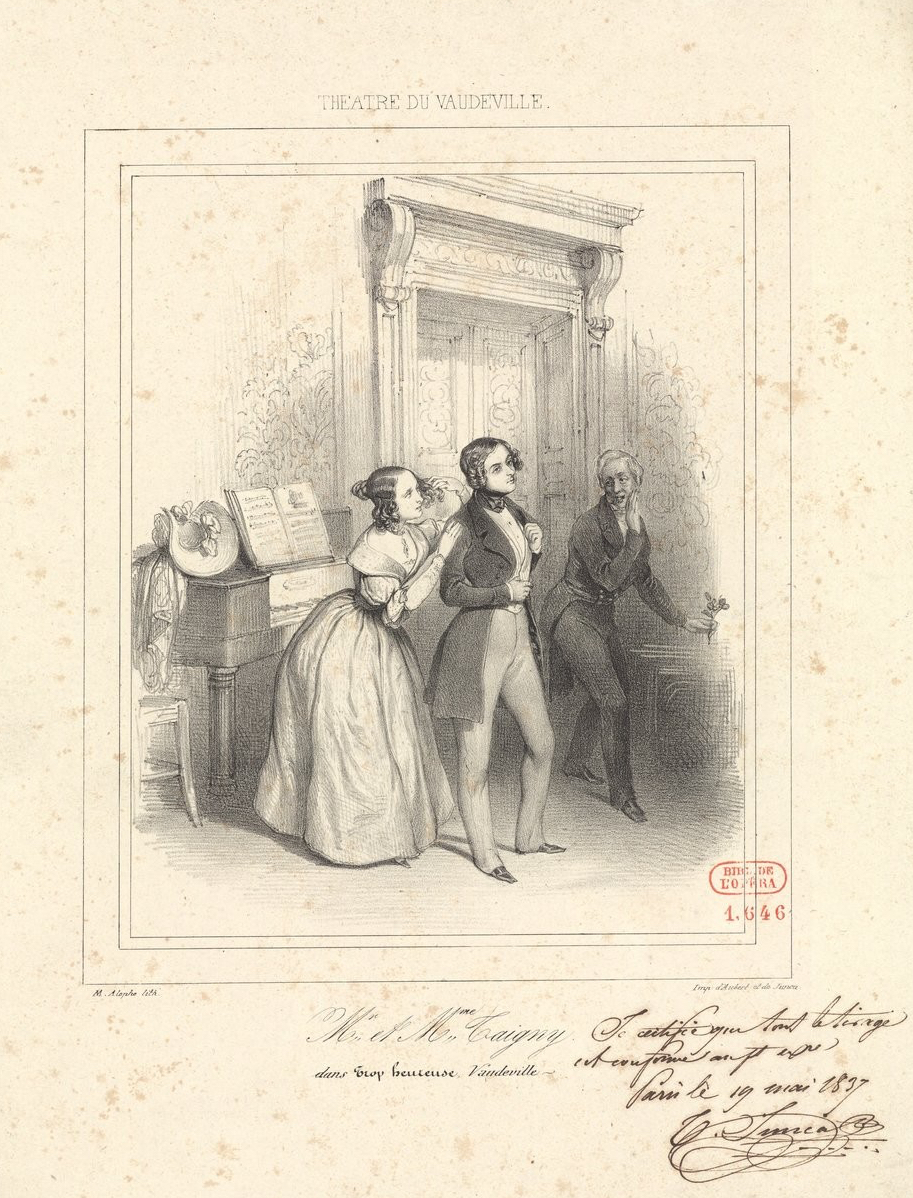
M.et Mme Émile Taigny dans Trop heureuse'’ - Théâtre du Vaudeville.

- 1835 : Un de ses frères, souvenir historique de 1807 de Dumanoir et de Julien de Mallian : Jérôme Dulaurent, capitaine de vaisseau lire en ligne sur Gallica

## Sources
- Pierre Larousse, Grand dictionnaire universel du XIXe siècle, tome 14, 1866-1877
- Edmond Burat de Gurgy, Biographie des acteurs de Paris, 1837
- V. Darthenay, Les acteurs et les actrices de Paris : biographie complète, 1853